# Glypta kincaidi
Glypta kincaidi là một loài tò vò trong họ Ichneumonidae.